# Södervidinge
Södervidinge är kyrkbyn i Södervidinge socken i Kävlinge kommun i Skåne belägen norr om Kävlinge.
Här ligger Södervidinge kyrka.